# Fort Swanson
Fort Swanson är ett byggnadskomplex i centrala Osby. Det är placerat intill Södra stambanan och är synligt för de som passerar med tåg. Fortet byggdes 1998 och är utformat som en gammal amerikansk västernstad med saloon, hotell, telegraf, fängelse, smedja, affär och en palissad runt innergården. Insidan av fortet är också i gammal amerikansk stil fast med alla moderna bekvämligheter.
Fortet kompletterades 2008 med ett vagnmuseum med bland annat en äkta prärievagn och en autentisk diligens.
Fort Swanson är researrangören Swanson's Travels huvudkontor. Fortet är inte öppet för allmänheten utan används som daglig arbetsplats. Till exempel används saloonen som personalmatsal. Utsidan av fortet är dock tillgängligt för beskådan och vagnmuseet finns i en separat byggnad med panoramafönster.

## Galleri

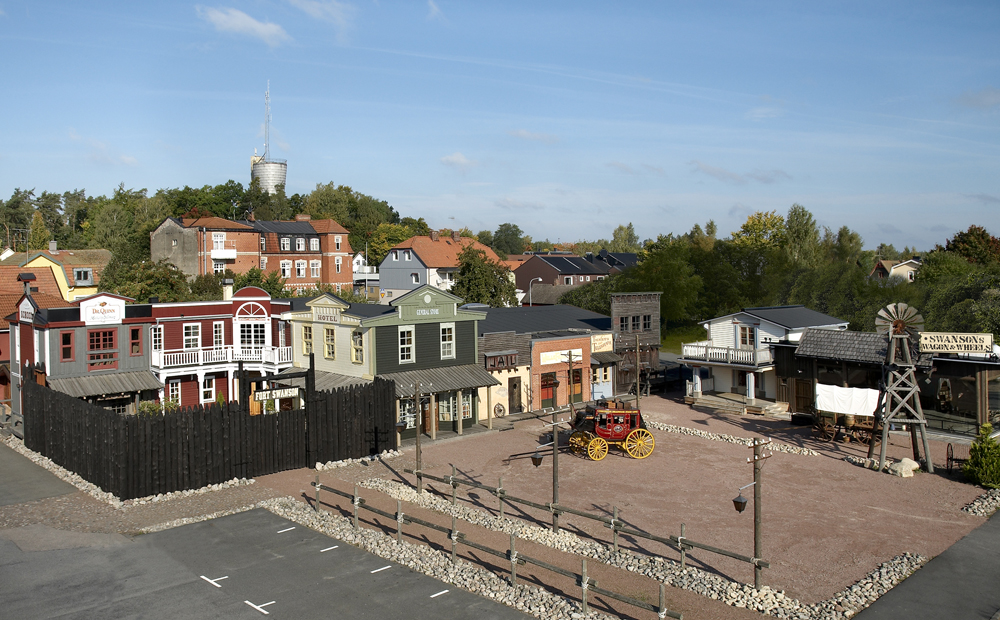
Fort Swanson
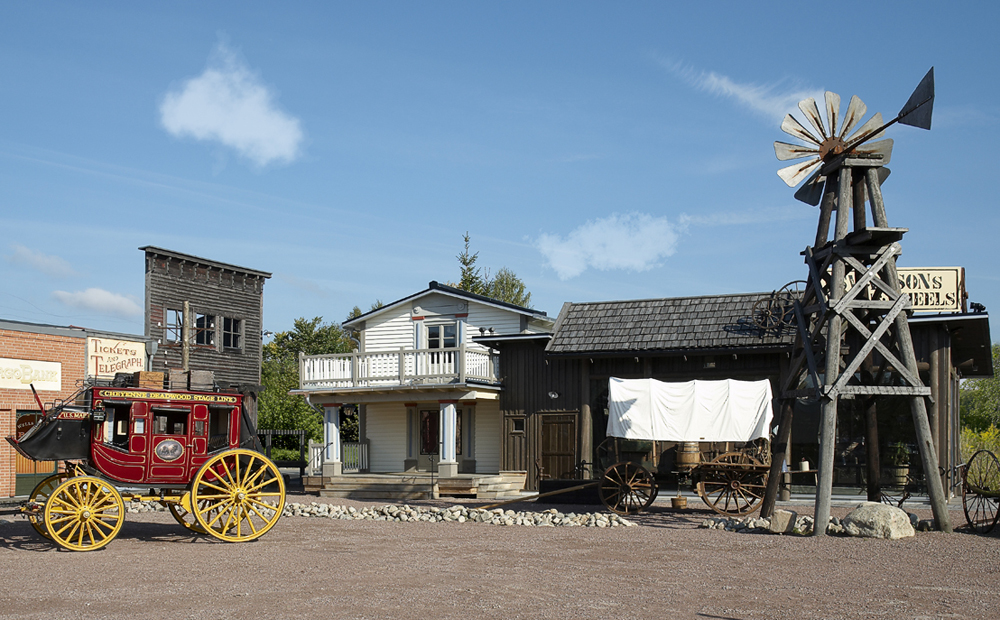
Fort Swansons vagnmuseum
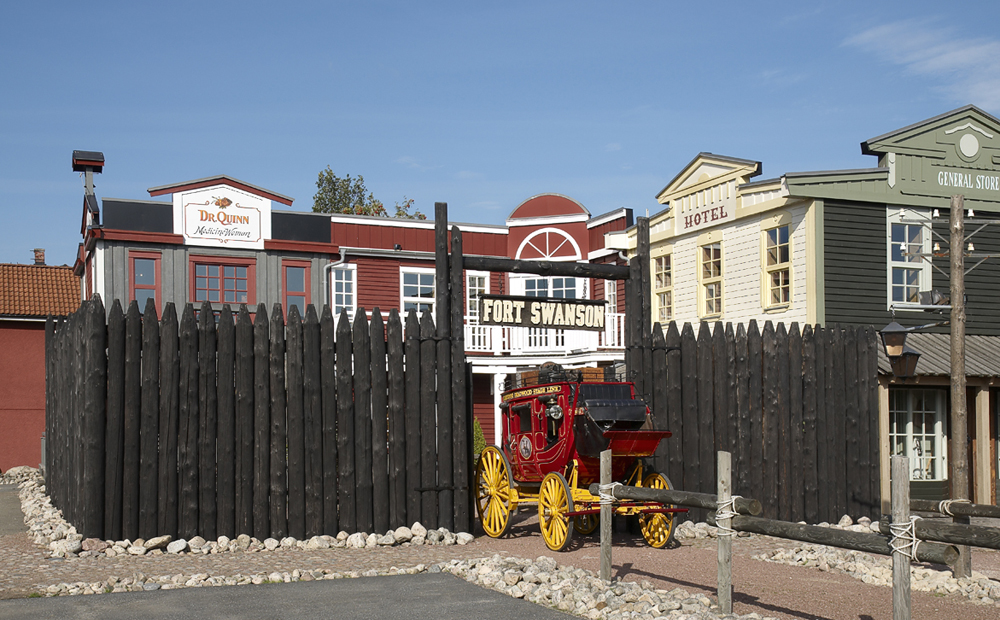
Fort Swansons palissad